# Дарбханга (округ)
Дарбханга (хинди दरभंगा जिला; англ. Darbhanga) — округ в центральной части индийского штата Бихар. Административный центр — город Дарбханга. Площадь округа — 2278 км². По данным всеиндийской переписи 2001 года население округа составляло 3 295 789 человек. Уровень грамотности взрослого населения составлял 44,33 %, что значительно ниже среднеиндийского уровня (59,5 %).